# Essômes-sur-Marne
Essômes-sur-Marne è un comune francese di 2 775 abitanti situato nel dipartimento dell'Aisne della regione dell'Alta Francia.

## Storia

### Simboli
Lo stemma del comune riprende l'emblema dell'abbazia di Essômes fondata verso il 1090 dal vescovo di Soissons Hugues de Pierrefonds per i canonici regolari di Sant'Antonio di Vienne.

## Società

### Evoluzione demografica
Abitanti censiti